# EFREI Paris
EFREI Paris, ex Scuola École française d'électronique et d'informatique,   è una scuola di ingegneria privata francese situata a Villejuif, Île-de-France, a sud di Parigi. I suoi corsi, specializzati in informatica e gestione, sono tenuti con il sostegno dello Stato.
L'EFREI fu fondata nel 1936 come École Française de Radioélectricité.
Il programma biennale del master offre 12 major: Information System e Cloud Computing, Business Intelligence, Software Engineering, IS Security, Imaging e Virtual Reality, IT for Finance, Bio-Informatica, Big Data, Avionica e Spazio (sistemi embedded), Sistemi Intelligenti e Robotica, Nuove Energie e Sistemi Intelligenti, Network e Virtualizzazione.

## Alumni famosi
- Pol Pot, un rivoluzionario, politico e dittatore cambogiano